# Theta2 Orionis
Pour les articles homonymes, voir Theta Orionis.
Désignations
Désignations
Theta2 Orionis (en abrégé θ2 Ori) est une étoile multiple de cinquième magnitude de la constellation d'Orion. Elle est située dans la région de la nébuleuse d'Orion, à quelques minutes d'arc de θ1 Orionis, l'amas du Trapèze.

## Composantes
Visuellement, θ2 Orionis consiste en trois étoiles alignées entre elles, chacune étant à environ une minute d'arc de la suivante. Elles sont connues comme θ2 Orionis A, B et C, θ2 Orionis A étant à la fois la plus brillante et la plus à l'ouest des trois. θ2 Orionis A est elle-même un système d'étoiles triple. La paire intérieure, dont les composantes sont désignées A1 et A2, forment une binaire spectroscopique tandis que le compagnon extérieur, connu comme A3, peut être résolu par interférométrie des tavelures à une séparation angulaire de 0,4 seconde d'arc.
La quatrième étoile la plus brillante de la région est V1073 Orionis, une variable de type Orion de type spectral B9,5V et de magnitude apparente 9,5. Elle forme un triangle équilatéral avec θ2 Ori B et C. Étrangement, θ2 Orionis C possède une deuxième entrée dans le catalogue d'étoiles doubles de Washington sous le nom de WDS 05355−0525 ou S490. Le compagnon, S490 B, est une étoile de dixième magnitude située entre θ2 Ori B et V1073 Ori.
θ1 Orionis, le célèbre amas du Trapèze, est situé à seulement deux minutes d'arc de θ2 Orionis A. θ2 Orionis A elle-même est marginalement plus brillante que l'étoile la plus brillante de l'amas du Trapèze, θ1 Orionis C,. Le catalogue des composantes d'étoiles doubles et multiples regroupe les étoiles de θ1 et de θ2 Ori au sein d'un même système de 13 composantes.
Dans le même champ, il existe plusieurs dizaines d'étoiles bien moins brillantes, la plupart étant des étoiles de la pré-séquence principale toujours en train de se former dans le nuage d'Orion.

## Propriétés
θ2 Orionis A apparaît comme une étoile sous-géante bleue de type spectral O9,5IVp et de magnitude apparente 5,02. Elle est environ 85 000 fois plus lumineuse que le Soleil. Son type spectral suggère qu'elle est en train d'évoluer hors de la séquence principale, mais elle est âgée de moins de deux millions d'années.
θ2 Orionis B, d'une magnitude de 6,38, est une étoile bleu-blanc de la séquence principale de type spectral B0,7V. Elle est 14,8 fois plus massive que le Soleil, sa température de surface est de 29 300 K et elle est 12 300 fois plus lumineuse que le Soleil.
θ2 Orionis C pourrait être une binaire spectroscopique à raies simples avec une période orbitale de 13 jours et une excentricité de 0,57. Son étoile visible est une autre étoile bleu-blanc de la séquence principale, de type spectral B5V. Elle est 4,9 fois plus massive que le Soleil, sa température de surface est de 13 800 K et elle est 600 fois plus lumineuse que le Soleil.

## Système de θ2Orionis A
Les raies spectrales de θ2 Orionis A changent périodiquement de position, caractéristique d'un mouvement orbital. Il s'agit d'une binaire spectroscopique où les raies de l'étoile secondaire, θ2 Orionis A2, sont difficiles à observer car fortement élargies par sa rotation rapide. La première orbite a été dérivée en 1924 avec une période de 21 jours et une excentricité assez élevée. La spectroscopie à haute résolution montre que le compagnon est situé à seulement 0,47 ua de l'étoile primaire, A1. θ2 Orionis A1 est 29 fois plus massive que le Soleil.
La troisième composante, θ2 Orionis A3 est située à une séparation projetée d'environ 147 ua. Les deux compagnons semblent être des étoiles de type A précoce ou de type B tardif, étant moins massifs que 8 M☉ et que 7 M☉, respectivement. Ils expliquent la masse ainsi que la luminosité élevées apparentes pour une étoile de type O9,5 située à cette distance. Les trois étoiles font presque la même masse combinée que l'étoile centrale de θ1 Orionis C, de type O5,5, et cela explique également pourquoi θ2 Orionis A est marginalement plus brillante qu'elle.
θ2 Orionis A est également une source inexpliquée de rayons X à variations rapides. Ces rayons X ne semblent pas pouvoir être expliqués par des mécanismes tels que des vents qui entrent en collision ou des émissions coronales d'un compagnon invisible. Toutefois, des éruptions de rayons X ont déjà été observés sur certaines jeunes étoiles T Tauri.